# Athleta magister
Athleta magister is een slakkensoort uit de familie van de Volutidae. De wetenschappelijke naam van de soort is voor het eerst geldig gepubliceerd in 1980 door Kilburn.